# Szamszong állomás (3-as metró)
Szamszong (Samsong) állomás a szöuli metró 3-as vonalának állomása Kjonggi (Gyeonggi) tartomány Kojang (Goyang) városában.

## Viszonylatok
| 3-as vonal                             | 3-as vonal             | 3-as vonal                          |
| -------------------------------------- | ---------------------- | ----------------------------------- |
| Vonhung (Wonheung) Tehva (Daehwa) felé | Ilszan (Ilsan) szakasz | Csicshuk (Jichuk) Ogum (Ogeum) felé |